# 麦卓立
麦卓立（Ernest G. T. Madge），英国传教士，民国年间在中国活动。

## 生平
1936年来华，归属于英国浸信会，最初在山西忻县传教。抗日战争胜利之后在山西太原传教，兼任山西大学教师。1947年离开太原，1949年左右在西昌一带传教，隶属于中华基督教会边疆服务部。曾经收集过西昌一带的彝族古代文献，并使用当地彝族语言传教。